# Ronald Aylmer Fisher
Ronald Aylmer Fisher (East Finchley (Londen), 17 februari 1890 – Adelaide (Australië), 19 juli 1962) was een Britse wetenschapper op het gebied van de statistiek, evolutietheorie en erfelijkheidsleer. Hij legde samen met Sewall Wright en J.B.S. Haldane de basis van de populatiegenetica, wat later zou uitmonden in de Moderne Synthese van de evolutionaire biologie.
Fisher werd geboren in Londen op 17 februari 1890. Hij begon zijn studie wiskunde en sterrenkunde in Cambridge in 1909 en behaalde een graad in wiskunde en natuurkunde in 1912. In april van dat jaar publiceerde hij al een artikel over wat nu de "methode van de grootste aannemelijkheid" (maximum likelihood) heet. Hij correspondeerde hierover met W.S. Gosset, nu ook bekend onder het pseudoniem "Student", en kwam tot het inzicht dat een duidelijk onderscheid gemaakt dient te worden tussen de populatie en de steekproef daaruit.
Fisher introduceerde wat nu variantieanalyse heet en de methode van "randomisatie" bij de studie van proefopzetten (experimental design).
Fisher werkte na zijn afstuderen enige maanden als statisticus bij de firma "Mercantile and General Investment" in Londen. Toen hij in 1914 bij het uitbreken van de Eerste Wereldoorlog in het leger wilde, werd hij vanwege zijn slechte ogen afgekeurd. 
Hij was leraar wis- en natuurkunde bij verscheidene scholen, tot hem in 1919 twee banen werden aangeboden, een door Karl Pearson, wiens aandacht hij getrokken had, als hoofd statistiek bij het Galton-proefstation en een als statisticus bij het Rothamsted-landbouwkundig proefstation in Harpenden. Fisher accepteerde de laatste positie en werkte daar tot hij in 1933 benoemd werd als opvolger van Pearson, die met pensioen ging, als hoogleraar eugenetica aan het University College in Londen. In 1943 werd hij benoemd tot hoogleraar erfelijkheidsleer in Cambridge.
In 1948 kreeg Fisher de Darwin Medal. In 1952 werd hij geridderd. In 1955 kreeg hij de Copley Medal. Sir Ronald Aylmer Fisher ging met emeritaat in 1957, maar bleef nog twee jaar werkzaam in Cambridge. In 1958 kreeg hij de Darwin-Wallace Medal van de Linnean Society of London. In 1959 verhuisde hij naar Australië, waar hij de laatste drie jaar van zijn leven werkte op de afdeling Mathematische Statistiek van de Commonwealth Scientific and Industrial Research Organisation.
- Bibsys: 90192034
- Biblioteca Nacional de España: XX1208024
- Bibliothèque nationale de France: cb12278567t (data)
- Catàleg d'autoritats de noms i títols de Catalunya: 981058520839606706
- CiNii: DA01381351
- Gemeinsame Normdatei: 11853355X
- International Standard Name Identifier: 0000 0001 0891 3400
- Library of Congress Control Number: n79045333
- Mathematics Genealogy Project: 46924
- Bibliotheek van het Japanse parlement: 00439622
- Nationale Bibliotheek van Tsjechië: vse2011663156
- Nationale bibliotheek van Australië: 35086795
- Nationale Bibliotheek van Israël: 987007261262105171
- Nationale Bibliotheek van Polen: a0000003086854
- Nationale en Universitaire bibliotheek Zagreb: 000170939
- Nederlandse Thesaurus van Auteursnamen: 068461887
- Réseau des bibliothèques de Suisse occidentale: 02-A003246078
- Istituto Centrale per il Catalogo Unico: CUBV066670
- LIBRIS: 186957
- SNAC: w6bs0hj7
- Système universitaire de documentation: 031602843
- Trove: 822505
- Virtual International Authority File: 41900609
- WorldCat: E39PBJfrKcW4HtDPKBTbqcDTHC